# Blue City
Blue City è l'album d'esordio del cantante e produttore sudcoreano Park Jin-young, noto con il nome d'arte J.Y. Park. Pubblicato il 1º settembre 1994 dall'etichetta Cheil Communications Inc., l'album segna l'inizio della carriera musicale di Park, che in seguito sarebbe diventato uno dei principali innovatori del k-pop e il fondatore della casa discografica JYP Entertainment.

## Produzione e stile
L'album è stato registrato tra il 1993 e il 1994 ed esplora temi legati all'amore, al dolore e all'introspezione, con testi scritti dallo stesso Park Jin-young. Le influenze musicali spaziano dal dance pop alle ballate tradizionali sudcoreane, evidenziando la versatilità di Park sia come cantante sia come produttore.
La traccia principale, 날 떠나지마 (Don't Leave Me), ha avuto un notevole successo e viene considerata un classico della musica sudcoreana degli anni '90. Le restanti tracce, seppur meno popolari, dimostrano la capacità di Park di sperimentare diversi stili musicali.

## Tracce
1. 날 떠나지마 (Don't Leave Me) – 4:02
2. 너에게 묻고 싶어 (I Want to Ask You) – 3:50
3. 마이 걸 (My Girl) – 3:45
4. 아픔 속에서 (In the Pain) – 4:00
5. 너의 뒤에서 (Behind You) – 3:55
6. 사랑 일년 (One Year of Love) – 3:35
7. 아직 기다리는지 (Still Waiting) – 3:40
8. 사랑때문에 (Because of Love) – 4:10
9. 너에게 묻고 싶어 (Ending Ver.) (I Want to Ask You - Ending Version) – 3:55[1][2].

## Impatto e ricezione
Blue City è stato accolto positivamente dalla critica sudcoreana dell'epoca, contribuendo a rendere J.Y. Park uno dei talenti emergenti della scena musicale. Il successo di Don't Leave Me ha portato l'artista ad apparire frequentemente nei programmi musicali televisivi, incrementando la sua popolarità.
L'album rappresenta inoltre un momento chiave nella storia del k-pop, segnando uno degli esempi precoci di successo commerciale per un artista che, negli anni seguenti, avrebbe profondamente influenzato il genere.

## Crediti
- Produttore: Park Jin-young
- Compositore: Park Jin-young
- Etichetta: Cheil Communications Inc.
- Registrazione: Corea del Sud, 1993-1994